# レフチェンコ事件
レフチェンコ事件（レフチェンコじけん）は、ソ連国家保安委員会（KGB）の少佐、スタニスラフ・レフチェンコが日本国内での諜報活動・間接侵略（シャープパワー）を暴露した事件。レフチェンコは1982年7月14日に米下院情報特別委員会の秘密聴聞会で工作活動を暴露した。国内外に大きな衝撃を与えた。

## 経緯

### 亡命
レフチェンコはモスクワ大学東洋学研究所卒業後、漁業研究所を経てKGB入り。日本語課程などを経て1975年2月にKGB東京代表部に赴任。表向きの役職はソ連の国際問題週刊誌ノーボエ・ブレーミャの東京特派員であった。KGB東京代表部ではPR班員として積極工作（アクティブメジャーズ）に従事した。
1979年10月24日にアメリカに政治亡命した。夫人を東京に、子供一人をソ連に残したままだった。

### 暴露
1982年7月14日に米下院情報特別委員会（エドワード・ボーランド委員長）の秘密聴聞会で対日積極工作を暴露した。その証言内容は同年12月2日に日本国内に伝えられ、同月9日に情報特別委の報告書「ソ連の積極工作」として関係資料と共に公表された。また、同年12月10日にはレフチェンコ自身がワシントンで記者会見をしたほか、アメリカのKGB研究家でリーダーズ・ダイジェスト編集委員ジョン・バロン記者により、同証言をもとに「今日のKGB―隠された魔手」が1983年5月に出版された。
レフチェンコは1981年8月に行われたソ連軍事裁判所での欠席裁判で重反逆罪による死刑を宣告された。

## 証言内容

### レフチェンコの活動
レフチェンコが在日中に担当したのは積極工作部門。政界や財界、マスコミ関係者と接触し、北方領土問題を抱え米国と同盟関係にある日本の世論や政策が親ソ的なものとなるように仕向け、最終的には日米関係を損なわせること（離間工作）などを目的に、懐柔した日本人協力者を利用して様々な謀略活動を行っていた。

### エージェントの分類
KGB内部では積極工作の協力者のことを「エージェント」と呼び、以下4つの分類があった。レフチェンコの東京駐在時代には少なくとも200人の日本人がKGBエージェントとされていた。
リアル・エージェント
完全にKGBのコントロール下にある人物。
トラステッド・コンタクト
「信頼すべき人物」。政界、財界、学会、マスコミに影響力を持ち、KGBに協力していることを承知で各種情報をソ連側に提供したり、国内に逆情報を流す人物。
フレンドリー・コンタクト
「友好的人物」。現段階では本格的な協力者ではないが、ジャーナリストやビジネスマンを装うKGB将校と友人関係にある人物。
デベロビング・コンタクト
「脈のある人物」でKGBが何回か接触した結果、有望と判断した人物。

### レフチェンコのエージェント
レフチェンコは10人前後の日本人をエージェントとして直接操り、代価も支払っていた。
レフチェンコは、1983年のリーダーダイジェストのインタビューで、8名のエージェントの実名を明らかにした。

実名を挙げてエージェントとされたのは、「フーバー」こと石田博英（元労働大臣）、「ギャバー」こと勝間田清一（元日本社会党委員長）、「グレース」こと伊藤茂と「ウラノフ」こと上田卓三の両社会党代議士、「カント」こと山根卓二（サンケイ新聞編集局次長）、「ムーヒン」こと三浦甲子二（朝日新聞）など（肩書きはいずれも1979年当時）。
KGBエージェントとされた日本人はいずれも「事実無根」「身に覚えがない」などと疑惑を否定した。
渡辺恒雄読売新聞論説委員長は、レフチェンコ事件の協力者リストに読売新聞記者の名が挙げられた折、本人を呼んで尋問したが、「スパイ協力行為はやっていない」と本人は証言した。それからしばらくしたある日、渡辺が首相官邸に赴いた際、当時の後藤田正晴官房長官が「きみの社のあの記者は、ソ連のスパイ協力者だから解雇しろ」と詰め寄った。渡辺は後藤田のその物言いにカッとなり、「政府の人間が我が社の社員を解雇しろなんて、命令するのは無礼じゃないか」と言い放つと、後藤田はレフチェンコの自白を基にCIAや日本の公安当局がまとめた、コードネームは記載されているものの実名は出ていない一覧表を渡辺に示し、「おまえのとこの記者はこれに該当するんだ」と怒鳴った。それを受け、渡辺が「内政干渉だ」と言うと、後藤田は今度「お前は政府に喧嘩を売る気か」と罵った。
渡辺は憤慨して首相執務室に飛び込み、たまたま一人でいた中曽根康弘首相に後藤田とやり合ってきたこと話すと、中曽根は、執務室の机の引き出しの中から書類を持ってきて渡辺に、「これは、私と官房長官しか持っていないものです。どうぞご覧ください」とだけ告げた。それを見ると、コードネームに全部実名がついており、国会議員を含め新聞社もほとんど各社の人間が絡んでいるのが分かった。渡辺はすべてを悟ると「わかりました。僕の負けです」とだけ言ってその場から離れた。
リストに挙げられたこの記者について、渡辺は特定秘密保護法に関する有識者会議の座長を務めた際、「政府の言うとおり処分したと思われないよう、時期をおいてから異動させた」と発言している。
一方で、日本人協力者は積極的にソ連の指示に従って対日工作に協力していた者だけではなく、ソ連の術中に嵌って無自覚に謀略に協力していた者も含まれる。

### スパイの暗号名
| 暗号名               | 実名       | 職業・肩書 | レフチェンコの面識有無                                            |
| -------------------- | ---------- | --- | ----------------------------------------------------------------- |
| アトス               | 佐藤保     | 「社会主義協会事務局長」。KGBはアトスを介して、党の刊行物4冊に積極工作のための記事を掲載し、報酬としてKGBは40万円をアトスに支払った(1973年10月のこと)                                                                               | 会ったことは無い                                                  |
| アレス               |            | 「共同通信社勤務。公安関係の友人から膨大な秘密情報を入手し、KGBに渡していた。〝情報の宝庫〟と呼ばれていた人物」アレスはシュバイクを引き込んだ。シュバイクはミトロヒン文書ではフーンと記載されている。ミトロヒン文書のロイと同一人物 | 会ったことは有る                                                  |
| ウラノフ             | 上田卓三   | 「社会党国会議員」 | 会ったことは有る                                                  |
| カミュ               |            | 「東京新聞の記者で韓国問題のスペシャリスト」。レフチェンコの正体を知り、協力を断った。 | 会ったことは無い                                                  |
| カメネフ             |            | 正体不明の人物で、レフチェンコが脈ありとして接触するも工作員ではなかった | 数回会ったことがある                                              |
| カント               | 山根卓二   | 「サンケイ新聞編集局次長。社長と親しい」 | 会ったことは有る                                                  |
| ギャバー             | 勝間田清一 | 「社会党中道派のベテラン指導者」1974年地位強化のため、KGBから400万円を受け取った | 会ったことは無い                                                  |
| キング               |            | 「社会党の有力なリーダーで国会議員。レフチェンコから選挙資金を受取った」 | 会ったことは有る                                                  |
| クラスノフ           |            | 「財界と実業界で著名な人物で、日本のビジネス・リーダーの間に逆情報を流しうる」 | 会ったことは無い                                                  |
| グレース             | 伊藤茂     | 「社会党国会議員で党中央執行委員会の重要なメンバー」 | 会ったことは無い                                                  |
| サンドミー           | 杉森康二   | 「日本対外文化協会事務局長」 | 顔を見たことはある                                                |
| シュバイク           |            | 「アレスの友人の公安関係者。アレスに渡した情報の中には、公安当局が作成したレフチェンコの身上調書の抄訳のコピーも含まれていた」 | 会ったことは無いとしたが、発言を撤回し、1度見たことがあると回答。 |
| ズム                 |            | 「ウラノフの優れた秘書」 | 1度会ったことは有る                                               |
| ツナミ               | 堤清二     | 「億万長者で財界の実力者。ソ連の影響力が日本の財界や実業界に及ぶのを助けている」。KGBに協力していることは知らなかった。 | 会ったことは無い                                                  |
| ティーバー           |            | 「社会党員で党の政策に影響力を持つ」 | 1、2度会ったことは有る                                            |
| デービー             |            | 「サンケイ新聞東京版勤務。カントを〝補強〟しうる人物」 | 会ったことは無い                                                  |
| ドクター             |            | 「経済的に苦しいフリーのジャーナリストで熱狂的マルキスト。以前は共産党員。事務所、家屋、接触予定地点を撮影するなどして、KGBの工作活動に不可欠な、秘密のバックアップ活動を展開した」                                                 | 会ったことは無い                                                  |
| トマス               | 外山四郎   | 「一流新聞のベテラン・ジャーナリストで、レフチェンコの執筆依頼に応じていた」 | 会ったことは有る                                                  |
| ナザール             |            | 「外務省職員。各国の日本大使館から発信された通信文を同省の電信課で入手し、撮影もしくはコピーして、自分のケース・オフィサー（KGBの担当官）に渡していた」                                                                             | 会ったことは無い                                                  |
| バッシン             | 山川暁夫   | 「ジャーナリストでニューズレターの編集者」 | 会ったことが有る                                                  |
| フェン・フォーキング |            | 「自民党の党員で、党内の一派閥の指導陣に影響を及ぼしうる人物」金に困っており、KGBから金（月50万円）を受領していた。党員ではあるが議員ではない。田中角栄の側近。                                                                     | 会ったことは無い                                                  |
| フーバー             | 石田博英   | 「自民党国会議員。元労働大臣で日ソ友好議員連盟会長」。1974年より工作員。 | 1、2度、他の人と一緒に会ったことが有る                            |
| マスロフ             |            | 「内閣調査室関係者で中国問題のアナリスト」 | 会ったことは無い                                                  |
| ムーヒン             | 三浦甲子二 | 「テレビ朝日の役員」 | 1、2度会ったことが有る                                            |
| ヤマモト             |            | 「インテリのエージェントより成るグループの指導者で大学教授。学会で活発に活動中で、ソ連の意思に従った各種著作物を発表している」 | 会ったことは無い                                                  |
| ラムセス             |            | 「社会党党員」 | 会ったことは無い                                                  |

### 積極工作の具体例
レフチェンコは具体的な積極工作の例をいくつか挙げた。
- 1976年1月の周恩来中国首相の死亡後にサンケイ新聞が同月23日付朝刊「今日のレポート」欄で、ある筋の情報として紹介した周首相の遺言とされる文書がKGBの工作だった[52][53]。
- 外務省の「ナザール」「レンゴー」が秘密公電のコピーなどを大量に提供していた[25]。
- 公安関係者の「シュバイク」がマスコミ関係者の「アレス」を通じて公安情報を流していた[25][54]。

### 日本の防諜体制の弱さに対する指摘
レフチェンコは証言の中で、「日本人の大半がソ連の対日諜報謀略工作の実態や目的について驚くほど無頓着である」と述べている。また、「日本には防諜法も国家機密保護法もないため、政府が外国諜報機関の活動に効果的に対処できず、日本人協力者に対して打つ手も限られている」と日本の防諜体制の弱さを指摘した。

## 日本側の対応
レフチェンコ証言について、産経新聞社は1983年5月24日付朝刊で「レフチェンコ証言は全体として信憑性が高い」と報じた。また、同年5月25日の衆議院法務委員会で当時警察庁警備局長の山田英雄が玉澤徳一郎の質問に下記答弁した。
| 警察といたしましては、レフチェンコ証言の内容につきまして犯罪の存否を確認いたしますために、彼が政治工作担当のKGB機関員として直接運営しておった十一名の者につきまして、必要と判断しましたそのうちの数名の人から事情を聴取するなど所要の調査を行ったわけでございます。また、公務員が絡むとされておるケースも二、三ございました。これはレフチェンコ氏が直接取り扱わなかったものでありましても、事柄の性質上、同様に必要な調査を行ったわけでございます。その結果、いずれも捜査の端緒は得られず、立件には至らないという結論に達したわけでございます。 こうしたことは捜査上の課題でございますが、それとは別に、レフチェンコ証言の信憑性について触れますと、同証言において述べられた政治工作活動はいろいろあるわけでございますが、これと、警察はレフチェンコ氏在日中も彼はKGB政治工作担当機関員の容疑ありということで視察しておりましたが、そうしたレフチェンコ視察の結果あるいは他のKGB機関容疑者の視察結果と照合するとき、また裏づけ調査のプロセスで判明したことの結果、そういうものの照合の結果多くの点で一致するところがありますので、その信憑性については全体として高いと判断いたしております。以上が、一昨日調査結果ということで発表いたしました内容でございます。 |

だが、『文藝春秋』6月号におけるレフチェンコのインタビュー中で、産経新聞にも工作を行い、当時の編集局長を取り込むことに成功したとの発言が掲載された。産経はこのレフチェンコ発言に対する反論を1993年5月12日の朝刊に当時の局次長・住田良能の名で掲載し、「彼の発言を多少なりとも信じては気の毒なことになる」と書いて、その証言を全否定した。以後、レフチェンコ証言に基づく記事は掲載されず報道は終了した。

## ソ連の対応
ソ連の法廷は1981年にレフチェンコを「売国者、嘘つき」と徹底的に非難した他、ソ連共産党国際部日本課長のイワン・コワレンコはその著書内でレフチェンコを「精神的に問題がある嘘つき」と非難した。
さらにKGBエージェントのスヴェトラーナ(Svetlana Ogorodnikov)とニコライ(Nikolai Ogorodnikov)はアメリカでレフチェンコを探し出そうとしたが、これらの試みは「リチャード・ミラー・スパイ事件(Richard Miller spy case)」で露見することとなった。

## 関連文献
- スタニスラフ・A.レフチェンコ『KGBの見た日本 : レフチェンコ回想録』リーダーズ・ダイジェスト社、1984年。NDLJP:11931357。
- 大上渉「日本においてロシア諜報機関に協力した情報提供者の類型化」『犯罪心理学研究』第55巻第1号、日本犯罪心理学会、2017年、29-45頁、doi:10.20754/jjcp.55.1_29、ISSN 00177547。